# Pindorama (São Paulo)
Pindorama es un municipio brasileño del estado de São Paulo. Se localiza a una latitud 21º11'09" Sur y a una longitud 48º54'26" Oeste, estando a una altitud de 527 metros. La ciudad tiene una población de 17.216 habitantes (IBGE/2020). Pindorama pertenece a la Microrregión de Catanduva.

## Historia
Pindorama es una palabra de origen indígena, que significa "tierra buena para plantar"
En Tupí, también significa "tierras de las Palmeras", y era el nombre dado al Brasil por los indios tupíes. Actualmente, el nombre Pindorama es el que se sigue usando en guaraní para referirse a Brasil.

## Geografía
Posee un área de 184,8 km².

### Demografía
Datos del Censo - 2010
Población total: 17.216
Densidad demográfica (hab./km²): 81,37
Mortalidad infantil hasta 1 año (por mil): 8,65
Expectativa de vida (años): 75,64
Tasa de fertilidad (hijos por mujer): 2,11
Tasa de alfabetización: 88,87%
Índice de Desarrollo Humano (IDH-M): 0,867
- IDH-M Salario: 0,703
- IDH-M Longevidad: 0,844
- IDH-M Educación: 0,877

(Fuente: IPEAFecha)

### Clima
El clima de Pindorama puede ser clasificado como clima tropical de sabana (Aw), de acuerdo con la clasificación climática de Köppen.

### Hidrografía
- Arroyo São Domingos

### Carreteras
- SP-310
- Carretera José Abdo Jorge que une Pindorama a la Catanduva